# Unnao
Unnao es una ciudad y municipio situada en el distrito de Unnao en el estado de Uttar Pradesh (India). Su población es de 177658 habitantes (2011). 

## Demografía
Según el censo de 2011 la población de Unnao era de 177658 habitantes, de los cuales 93021 eran hombres y 84637 eran mujeres. Unnao tiene una tasa media de alfabetización del 81,71%, superior a la media estatal del 67,68%: la alfabetización masculina es del 85,33%, y la alfabetización femenina del 77,75%.

## Clima
| Parámetros climáticos promedio de Unnao | Parámetros climáticos promedio de Unnao | Parámetros climáticos promedio de Unnao | Parámetros climáticos promedio de Unnao | Parámetros climáticos promedio de Unnao | Parámetros climáticos promedio de Unnao | Parámetros climáticos promedio de Unnao | Parámetros climáticos promedio de Unnao | Parámetros climáticos promedio de Unnao | Parámetros climáticos promedio de Unnao | Parámetros climáticos promedio de Unnao | Parámetros climáticos promedio de Unnao | Parámetros climáticos promedio de Unnao | Parámetros climáticos promedio de Unnao |
| Mes                                     | Ene.                                    | Feb.                                    | Mar.                                    | Abr.                                    | May.                                    | Jun.                                    | Jul.                                    | Ago.                                    | Sep.                                    | Oct.                                    | Nov.                                    | Dic.                                    | Anual                                   |
| --------------------------------------- | --------------------------------------- | --------------------------------------- | --------------------------------------- | --------------------------------------- | --------------------------------------- | --------------------------------------- | --------------------------------------- | --------------------------------------- | --------------------------------------- | --------------------------------------- | --------------------------------------- | --------------------------------------- | --------------------------------------- |
| Temp. máx. abs. (°C)                    | 28                                      | 32                                      | 40                                      | 44                                      | 46                                      | 48                                      | 41                                      | 38                                      | 38                                      | 36                                      | 32                                      | 28                                      | 48                                      |
| Temp. máx. media (°C)                   | 18                                      | 24                                      | 29                                      | 35                                      | 40                                      | 41                                      | 35                                      | 34                                      | 32                                      | 30                                      | 25                                      | 20                                      | 33                                      |
| Temp. mín. media (°C)                   | 6                                       | 12                                      | 14                                      | 20                                      | 22                                      | 25                                      | 26                                      | 23                                      | 22                                      | 16                                      | 12                                      | 7                                       | 15                                      |
| Temp. mín. abs. (°C)                    | -3                                      | 6                                       | 7                                       | 15                                      | 17                                      | 20                                      | 21                                      | 18                                      | 19                                      | 15                                      | 9                                       | 0                                       | -3                                      |
| Precipitación total (mm)                | 23                                      | 16                                      | 9                                       | 5                                       | 6                                       | 68                                      | 208                                     | 286                                     | 202                                     | 43                                      | 7                                       | 8                                       | 881                                     |
| Fuente:                                 |                                         |                                         |                                         |                                         |                                         |                                         |                                         |                                         |                                         |                                         |                                         |                                         |                                         |